# Hermann von Schelling
Pour les articles homonymes, voir Schelling.
Ludwig Hermann von Schelling, né le 19 avril 1824 à Erlangen et mort le 15 novembre 1908 à Berlin, est un avocat, ministre royal prussien d'État et de la Justice et procureur de la Couronne, anobli en 1857.

## Biographie

### Origine
Hermann Schelling est le fils cadet du philosophe Friedrich Schelling (1775-1854), élevé à la noblesse bavaroise en 1812, et de sa seconde épouse Pauline Gotter (1786-1854).

### Carrière
À l'âge de dix-huit ans, il obtient son doctorat à Munich en 1842 avec une thèse sur les études classiques.
Après des études de droit, Schelling entre dans le service judiciaire prussien en 1844, commençant une longue et mouvementée carrière dans la justice prussienne. Il est nommé assesseur en 1849, trois ans plus tard, il est promu procureur à Hechingen, transféré au tribunal de la ville de Berlin en 1861 et deux ans plus tard à Glogau en tant que conseiller à la Cour d'appel.
En 1864, il est détaché au ministère de la Justice pour un emploi ultérieur en tant que fonctionnaire prussien. En 1866, Schelling reçoit le poste de conférencier du Conseil en tant que conseiller judiciaire et est nommé membre de la commission d'enquête. Trois ans plus tard, il obtient le poste d'un conseil supérieur de la justice secrète, travaille à partir de 1873 comme membre du tribunal des affaires ecclésiastiques et un an plus tard comme président de la cour d'appel d'Halberstadt.
En 1875, il se voit confier la fonction de vice-président de la Cour suprême prussienne à Berlin. Au ministère de la Justice, il devient sous-secrétaire d'État le 14 décembre 1876. En 1877, il est président de la Cour disciplinaire pour les fonctionnaires non judiciaires et, à partir du 19 novembre 1879, il se trouve à la tête de la politique juridique impériale en tant que secrétaire d'État de l'Office impérial de la Justice.
Après presque dix ans, il quitte ce poste le 31 janvier 1889 et devient ministre d'État et de la Justice de Prusse. C'est à ce poste qu'il entreprend le travail sur le Code civil. Lorsqu'il prend ses fonctions en 1899, il devient député de la Chambre des seigneurs de Prusse et avocat général.
Après avoir quitté la magistrature le 13 novembre 1894, il s'occupe de philologie et publie notamment publié une traduction de l'Odyssée en 1896.
Schelling est anobli par la Prusse le 25 mars 1857 à Charlottenbourg.
En 1891, il reçoit la Grand-Croix de l'ordre d'Albert l'Ours par le duc Frédéric Ier d'Anhalt.

### Famille
Schelling se marie en premières noces le 31 mars 1857 à Bodelshausen avec Leonie baronne Billing von Treuburg (née le 24 septembre 1838 à Hechingen et morte le 26 mai 1877 à Berlin), la fille du chambellan royal prussien et du véritable conseiller privé princier de Hohenzollern-Hechingen Gustav baron Billing von Treuburg et d'Amalie Bayl. En secondes noces, il se marie le 12 avril 1882 à Berlin avec Margarete Wilckens (née le 12 juillet 1840 à Potsdam et morte le 21 novembre 1897 à Berlin), la fille du conseiller financier en chef Friedrich Wilckens et d'Agnes Guariglias.